# Sid Barnes
Sidney George Barnes (né le 5 juin 1916, décédé le 16 décembre 1973), communément appelé Sid Barnes, était un joueur de cricket australien. Il a disputé son premier test pour l'équipe d'Australie en 1938. Généralement utilisé en tant qu'opening batsman, il fit partie de l'équipe des Invincibles menée par Donald Bradman en 1948.

## Équipes
- Nouvelle-Galles du Sud (1936-37 - 1952-53)

## Sélections
- 13 sélections en Test cricket (1938 - 1948)

## Records
- Record du partnership le plus élevé en Test cricket pour le cinquième wicket, avec Donald Bradman : 405 runs (16 et 17 décembre 1946 contre l'Angleterre)